# Ema da Austrásia
Ema da Austrásia foi uma integrante da família real austrasiana. Ela é, por vezes, identificada como a Ema que se casou com Eadbaldo de Kent.
Ema era filha de Teodeberto II, rei da Austrásia entre 595 e 612. O monarca tinha demonstrada pouco interesse pelo reino de Kent, mas o Papa Gregório I escreveu-lhe em 601 encorajando-o a incentivar as campanhas missionárias de Paulino e Melito, que seriam fundadas na Cantuária.
Em 616, Eadbaldo ascendeu ao trono de Kent. Sua mãe, provavelmente Berta, foi uma princesa merovíngia. Ele chegou ao trono seguindo a religião tradicional germânica, mas foi convertido e abandonou sua primeira esposa, sua antiga madrasta, o que não foi considerado aceitável pela Igreja. Esse evento parece ter dado início a relações mais estreitas entre os reinos de Kent e dos francos. Eadbaldo se casou uma segunda vez, com uma cristã chamada Ema, que é identificada nos anais da Abadia de Santo Agostinho, como sendo a filha de um rei franco, ou seja, Ema, filha de Teodeberto. Se isso estiver correto, então Emma representa uma possível linhagem de descendentes dos merovíngios até o presente, embora sua linhagem desaparece na obscuridade após algumas gerações.
No entanto, S.E. Kelly, no Dicionário Oxford da Biografia Nacional, sustenta que a crença de que Eadbaldo se casou com a filha de Teodeberto é o resultado da confusão entre ele e Adaloaldo, o rei dos Lombardos. Kelly dá mais credibilidade a uma sugestão de que a esposa de Eadbaldo foi a filha de Erquinoaldo, mordomo do palácio do reino franco da Nêustria entre 641 e 658.
A Ema que se casou com Eadbaldo teve três filhos com ele: Eormenredo, Earcomberto e Eansvida. Ela morreu em 642, dois anos depois de seu marido, e foi enterrada ao lado dele na Abadia de São Pedro e São Paulo na Cantuária, mais tarde incorporada à Abadia de Santo Agostinho.